# 쿠웨이트의 경제
쿠웨이트의 경제는 석유를 기반으로 하는 부유한 경제이다. 쿠웨이트는 세계에서 가장 부유한 나라 중 하나이다. 쿠웨이트 디나르는 세계에서 가장 가치가 높은 통화 단위이다. 세계은행에 따르면, 쿠웨이트는 1인당 국민총소득으로 세계에서 다섯 번째로 부유한 나라이다. 쿠웨이트의 경제는 1인당 GDP 기준으로 세계에서 20번째로 크다. 다양한 다각화 정책의 결과로, 석유는 현재 총 GDP의 43%와 수출 수익의 70%를 차지하고 있다. 철강 제조업은 쿠웨이트에서 두 번째로 큰 산업이며, 철강을 자급자족하고 있다.
쿠웨이트의 2019년 주요 수출품은 석유(전체 수출액의 89.1%), 항공기·우주선(4.3%), 유기화학(3.2%), 플라스틱(1.2%), 철·철강(0.2%), 보석·귀금속(0.1%), 컴퓨터(0.1%), 알루미늄(0.1%), 구리(0.1%), 석황 등 광물연료였다. 쿠웨이트는 2019년에 세계 최대의 황산염, 질산염, 질화 탄화수소 수출국이었다. 쿠웨이트는 2019년 경제 복잡도 지수에서 157개국 중 63위를 차지했다.

## 철강 제조업
철강 제조업은 쿠웨이트에서 두 번째로 큰 산업이다. 유나이티드 철강 산업 회사는 쿠웨이트의 주요 철강 제조 회사로 쿠웨이트의 모든 국내 시장 요구(특히 건설)를 충족한다. 쿠웨이트는 철강을 자급자족하고 있다.

## 농업
2016년 쿠웨이트의 식량 자급률은 채소 49.5%, 육류 38.7%, 일기 12.4%, 과일 24.9%, 곡물 0.4%였다. 쿠웨이트 전체 영토의 8.5%가 농경지로 이루어져 있고, 경작지는 쿠웨이트 전체 영토의 0.6%를 차지한다. 역사적으로 알자라는 주로 농업 지역이었다. 현재 알자라에는 다양한 농장이 있다.
2017년, 농업(어업 포함)은 국내총생산의 거의 0.4퍼센트를 차지했다. 경제활동인구의 약 4%가 농업에 종사하며, 거의 모든 외국인이 농업에 종사한다. 농장주들의 대다수는 투자자들이다. 총 농지는 2014년에 1,521 평방 킬로미터에 달했다.
농업은 제한된 물과 경작지로 인해 방해를 받고 있다. 정부는 수경재배를 통해 식량을 재배하는 실험을 했고 농장을 세심하게 관리해 왔다. 그러나 이라크군이 쿠웨이트 남부의 유정에 불을 지르고 광대한 "석유호"를 만들면서 쿠웨이트 중부의 농사에 적합한 토양의 대부분이 파괴되었다. 물고기와 새우는 영해에서 풍부하고, 대규모 상업 어업이 인도양과 현지에서 행해져 왔다.

## 기업가 정신
지난 5년 동안 쿠웨이트에서는 기업가 정신과 중소기업 창업이 크게 증가했다. 비공식 부문도 주로 인스타그램 사업의 인기에 힘입어 증가하고 있다. 2020년 쿠웨이트는 MENA 지역에서 아랍에미리트, 이집트, 사우디아라비아에 이어 4위를 차지했다.
많은 쿠웨이트 기업가들은 인스타그램 기반의 비즈니스 모델을 사용한다.

## 관광업
2020년 쿠웨이트의 국내 여행 및 관광 지출은 61억 달러(2019년 16억 달러에서 증가)에 달했고 가족 관광 부문은 빠르게 증가하고 있다. WTTC는 쿠웨이트를 전년대비 11.6%의 성장률로 2019년 여행 및 관광 GDP에서 세계에서 가장 빠르게 성장하고 있는 국가 중 하나로 선정했다. 2016년에 관광 산업은 거의 5억 달러의 수익을 창출했다. 2015년에 관광업은 GDP의 1.5퍼센트를 차지했다.

## 운송

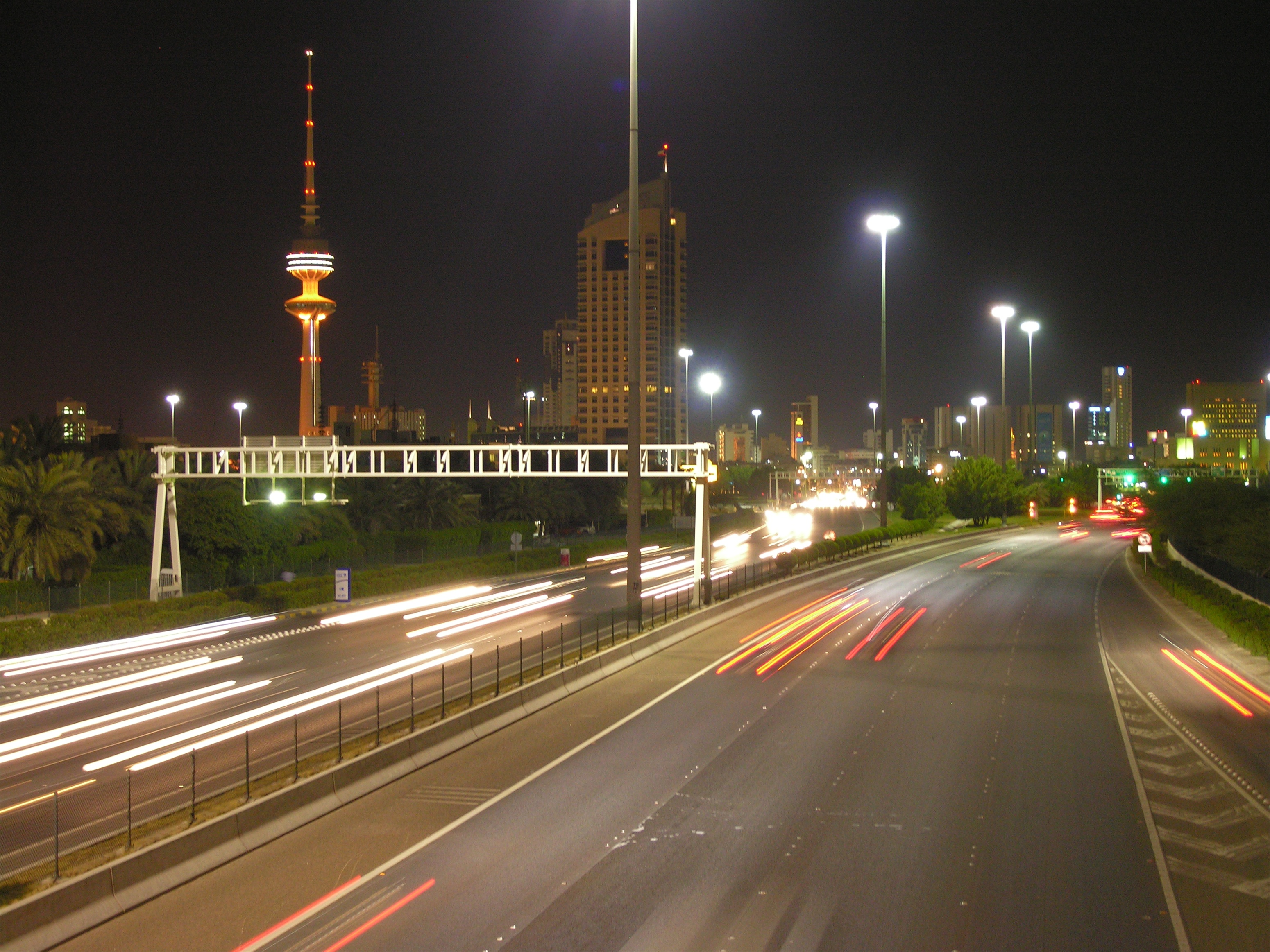
쿠웨이트시티의 고속도로

쿠웨이트는 광범위하고 현대적인 고속도로망을 가지고 있다. 도로는 5,749 km (3,572 mi)로 확장되었으며, 그 중 4,887 km (3,037 mi)는 포장되어 있다. 2백만 대 이상의 승용차와 50만 대의 상업용 택시, 버스, 트럭이 사용되고 있다. 주요 고속도로의 최대 속도는 120km/h(75mph)이다. 이 나라에는 철도 시스템이 없기 때문에, 대부분의 사람들은 자동차로 여행한다.
그 나라의 대중교통 네트워크는 거의 전적으로 버스 노선으로 구성되어 있다. 쿠웨이트는 1962년에 쿠웨이트 대중 교통 회사를 설립했다. 그것은 쿠웨이트를 가로지르는 지역 버스 노선뿐만 아니라 다른 걸프 지역 국가들과의 장거리 운행도 운영한다. 주요 민간 버스 회사는 전국적으로 약 20개의 노선을 운영하는 시티 버스이다. 또 다른 민간 버스 회사인 쿠웨이트 걸프 링크 대중교통 서비스는 2006년에 시작되었다. 그것은 쿠웨이트를 가로지르는 지역 버스 노선과 이웃 아랍 국가들과의 장거리 서비스를 운영한다.
쿠웨이트에는 두 개의 공항이 있다. 쿠웨이트 국제공항은 국제 항공 여행의 주요 허브 역할을 한다. 국영 쿠웨이트 항공은 쿠웨이트에서 가장 큰 항공사이다. 공항 단지 중 일부는 쿠웨이트 공군 본부와 쿠웨이트 공군 박물관이 있는 알 무바라크 공군기지로 지정되어 있다. 2004년 쿠웨이트 최초의 민간 항공사인 자지라 항공이 출범했다. 2005년에 두 번째 민간 항공사인 와타니아 항공이 설립되었다.